# Gary Vinson
Robert Gary Vinson (* 22. Oktober 1936 in El Segundo, Kalifornien; † 15. Oktober 1984 in Redondo Beach, Kalifornien) war ein US-amerikanischer Schauspieler.

## Leben
Vinson war der Sohn von Nora Belle Crow und Joseph Oldham „Joe“ Vinson und hatte einen jüngeren Bruder namens Marc Alan. Er besuchte die High School in El Segundo und im Anschluss das El Camino Junior College.
Während seiner Zeit an der High School und am College war er für drei Spielplätze der Stadt verantwortlich, war Leiter des Boy’s Club und eines Baseballteams der Little League sowie
ehrenamtlicher Nachhilfelehrer an der Sonntagsschule der Methodistenkirche seiner Stadt. Für seinen Einsatz wurde er von der Stadt zum „Young Man of the Year“ ernannt.
Am 28. Juli 1962 heiratete er Paula Jeanne Hill. Nach der Scheidung des Paares heiratete er am 19. Oktober 1969 Lavonne Rose Wuertzer in zweiter Ehe, mit der er bis zu seinem Tod verheiratet war.
Vinson nahm sich eine Woche vor seinem 48. Geburtstag das Leben, nachdem er sich mit Vorwürfen wegen sexuellen Missbrauchs von Kindern konfrontiert sah und am Tag seines Todes vor Gericht erscheinen sollte. Er fand auf dem Evergreen Cemetery seine letzte Ruhe.

## Karriere
Einen ersten Auftritt hatte Vinson im Alter von 15 Jahren in dem Kurzfilm Does Christ Live in Your Home?.
Mit 18 Jahren hatte er sein Fernsehdebüt als Page in Milton Berles erster Sendung in den neuen Studios von NBC in Burbank. Seine professionelle Schauspielkarriere vor der Kamera begann er im Jahr 1955 mit einer Gastrolle in der Fernsehserie Our Miss Brooks. Ab 1957 war er regelmäßig in Film- und Fernsehproduktionen zu sehen, beispielsweise in dem Film Rockabilly Baby. In einem Interview mit dem Ithaca Journal sagte er: „Ich habe in der Marlon-Brando-Ära angefangen, als die Jungs in meinem Alter in Hollywood alle einen ‘Schmollmund’, zerrissene Hemden und zerzaustes Haar trugen und aussahen, als bräuchten sie ein Bad. Ich weigerte mich, diesen Weg einzuschlagen, und wann immer jemand einen typisch amerikanischen Jungen brauchte, war ich der einzig verfügbare typisch amerikanische Junge.“
Nachdem er 1959 in dem Warner-Brothers-Film Man nannte ihn Kelly mitgespielt hatte, wurde ihm vom Studio ein mehrere Produktionen umfassender Vertrag angeboten. Es folgten zahlreiche Gast- und Nebenrollen in Filmen, Fernsehfilmen und Fernsehserien.
1960 erhielt Vinson seine erste wiederkehrende Rolle als Copboy Chris Higbee in 39 Folgen der Fernsehserie Es geschah in den Zwanzigern (The Roaring 20’s). Dem Arizona Republic sagte er: „Warner Bros. nahm mich unter Vertrag, weil ihnen die Art von Persönlichkeit gefiel, die ich als Ergebnis meiner Jahre in El Segundo hatte.“ Die Serie endete im Januar 1962 und im selben Jahr wurde Vinson für die Rolle des Quartiermeisters George „Christy“ Christopher in der Sitcom McHale’s Navy besetzt, mit Ernest Borgnine in der Hauptrolle. Er schrieb selbst eine Folge der Serie und war auch in zwei, für das Fernsehen in Farbe produzierten Spielfilmauskopplungen zu sehen, die im deutschsprachigen Raum unter dem Titel Unternehmen Pferdeschwanz veröffentlicht wurden. Nach McHale’s Navy wurde Vinson als Sheriff Harold Sikes in Pistolen und Petticoats besetzt.
In den 1970er- und 1980er-Jahren spielte Vinson weiterhin Gastrollen in zahlreichen Fernsehserien und war auch in Filmen wie Herbie groß in Fahrt und Traumhaus für Zwei zu sehen. Einen letzten Auftritt vor der Kamera hatte er 1983 in einer Folge der Fernsehserie Boone.
Im deutschen Sprachraum wurde Vinson unter anderem von Joscha Fischer-Antze, Fred Klaus, Gig Malzacher, Christian Mey, Gerald Paradies, Horst Raspe, Charles Rettinghaus, Herbert-Günther Schmidtke, F.G.M. Stegers, Christian Tramitz, Douglas Welbat und Bodo Wolf synchronisiert.

## Filmografie (Auswahl)

### Filme
- 1951: Does Christ Live in Your Home? (Kurzfilm)
- 1957: Das nackte Gesicht
- 1957: Die Nacht kennt keine Schatten
- 1957: SOS Raumschiff
- 1957: Rockabilly Baby[8]
- 1958: Zu jung
- 1959: Man nannte ihn Kelly
- 1960: High School Caesar
- 1961: 1000 Meilen bis Yokohama
- 1964: Unternehmen Pferdeschwanz (Fernsehfilm)
- 1965: Unternehmen Pferdeschwanz (Fernsehfilm)
- 1967: The Far Out West (Archivmaterial)
- 1968: Nobody’s Perfect
- 1971: Do Not Fold, Spindle or Mutilate (Fernsehfilm)
- 1972: Miss Stewart, Sir (Fernsehfilm)
- 1974: Herbie groß in Fahrt
- 1975: Traumhaus für Zwei
- 1976: Das Millionen-Dollar-Ding (Fernsehfilm)
- 1980: The $5.20 an Hour Dream (Fernsehfilm)
- 1981: Die Rückkehr der Familie-Frankenstein (Fernsehfilm)

### Fernsehserien
- 1955: Our Miss Brooks
- 1957: West Point
- 1957: The Court of Last Resort
- 1957: Perry Mason
- 1957: Rauchende Colts
- 1958: Matinee Theatre
- 1958: Alarm im Hafen
- 1958: Studio One
- 1958: The Adventures of Ozzie and Harriet
- 1958: The Ed Wynn Show
- 1958: Bat Masterson
- 1958: Whirlybirds
- 1958: Target
- 1959: The Rough Riders
- 1959: Playhouse 90
- 1959: Der zweite Mann
- 1959: Not for Hire
- 1959: Maverick
- 1957–1960: Cheyenne
- 1960: Hawaiian Eye
- 1960: Sugarfoot
- 1960: Gold in Alaska
- 1960: Colt .45
- 1960: New Orleans, Bourbon Street
- 1958–1961: Bronco
- 1960–1962: Es geschah in den Zwanzigern
- 1960–1962: Bachelor Father
- 1962: Raum ist in der kleinsten Hütte
- 1962: General Electric Theater
- 1962: Am Fuß der Blauen Berge
- 1962: Alcoa Premiere
- 1960–1962: 77 Sunset Strip
- 1962: The Tall Man
- 1958–1962: Lawman
- 1962: St. Dominic und seine Schäfchen
- 1962: Wagon Train
- 1962–1966: McHale’s Navy
- 1966–1967: Pistolen und Petticoats
- 1969: Die Leute von der Shiloh Ranch
- 1969: FBI
- 1968–1970: Twen-Police
- 1970: Nancy
- 1972: Wo die Liebe hinfällt
- 1972: Ein Sheriff in New York
- 1973: Dusty, Dusty!
- 1973: Die Straßen von San Francisco
- 1974: Die Waltons
- 1975: Police Story – Immer im Einsatz
- 1975: Die knallharten Fünf
- 1976: Der Sechs Millionen Dollar Mann
- 1976: Spencers Piloten
- 1976: Pazifikgeschwader 214
- 1978: Einsatz Petticoat
- 1978: The Next Step Beyond
- 1979: Kampfstern Galactica
- 1980: Barnaby Jones
- 1980: Hart auf Hart
- 1981: B.J. und der Bär
- 1982: Ein Colt für alle Fälle
- 1982: Der unglaubliche Hulk
- 1983: Boone